# Q值
Q值是原子核物理學及核化學中的名詞，核反應的Q值是指核反應所產生的能量。Q值是化学反应的焓變化以及放射性產物的能量有關，可以用反應物和生成物的質量來求得。Q值會影響化學反應速率，反應的Q值為正值，數字越大，表示反應的速度越快，也表示反應比較「喜歡」生成物。
{\displaystyle Q=(\,m_{\text{r}}-m_{\text{p}}\,)\times {\text{0.9315 GeV }}}
其中質量單位是道尔顿。而{\displaystyle \;m_{\text{r}}\;}和{\displaystyle \;m_{\text{p}}\;}分別是反應物和生成物的總質量。

## 定義
核反應前後的能量會守恆{\displaystyle {\text{(  }}E_{\text{i}}=E_{\text{f}}{\text{  ),}}}，以質能等價為基礎的Q值定義就是以此開始。針對放射性粒子的衰減，動能差可以表示如下：
{\displaystyle Q=K_{\text{f}}-K_{\text{i}}=(\,m_{\text{i}}-m_{\text{f}}\,)\,c^{2}~}
其中K是質量m的動能。
Q值為正的反應表示是放热过程，會放出能量。因為最終態的動能比起始態的動能要大。
Q值為負的反應表示是吸热过程，會吸收能量。因為最終態的動能比起始態的動能要小。在化學反應中若反應焓為負，表示是放熱反應，而在核反應中，Q值為正值表示是放熱反應。
Q值也可以用核種的質量欠缺 {\displaystyle \Delta M}表示：
{\displaystyle Q=\Delta M_{\text{i}}-\Delta M_{\text{f}}~}
上式可以用此方式證明：核種的質量可以表示為{\displaystyle M=Au+\Delta M,~}，其中{\displaystyle A~}是質量數（質子和中子數量的總和），而{\displaystyle u=^{12}\!\!C/12=931.494}MeV/c{\displaystyle ^{2}~}。而在核反應前後，核種的總和守恆，因此，{\displaystyle A_{f}=A_{i}~}且{\displaystyle Q=\Delta M_{\text{i}}-\Delta M_{\text{f}}~}。

## 應用
化學反應的Q值可以用量热法測量。放熱的化學反應常會是自發性的反應，且可能會放出光或是熱，讓更多物質進行反應，因此可能會出現失控的回授情形（爆炸）。
Q值也用在粒子物理學中，例如萨晋定律（Sargent's rule）中提到弱相互作用的反應速度和Q值的五次方成正比。原子核物理學的Q值是靜止的粒子衰變時產生的動能，例如中子的衰變，在中心轉換為質子、電子和反電微中子時，失去了部份的質量：
{\displaystyle Q=(m_{\text{n}}-m_{\text{p}}-m_{\mathrm {\overline {\nu }} }-m_{\text{e}})c^{2}=K_{\text{p}}+K_{\text{e}}+K_{\overline {\nu }}={\text{0.782 MeV  ,}}}
其中mn是中子的質量，mp是質子的質量，mν是電中微子的質量，me是電子的質量，而K是各粒子對應的動能，中子一開始是靜止的，因此初始動能為零。在β衰變中，Q值約為1 MeV。

## 外部連結
- Nuclear Structure and Decay Data – IAEA[] with query on decays' Q-values